# Андре Дерен
Андрѐ Дерѐн (на френски: André Derain) е френски художник и илюстратор, основоположник заедно с Анри Матис на фовизма.

## Биография
Роден е през 1880 г. в областта Ил дьо Франс. Между 1898 и 1899 г. получава своето образование в реномираната Академия Камило. Там се запознава с Матис, с когото стават приятели. Горе-долу по същото време посещава изложба на ранни творби на Ван Гог в парижкия Есенен салон. През 1900 г. среща Морис Вламенк. С него делят впоследствие едно ателие, където възникват първите му пейзажи. По време на парижкия Есенен салон през 1904 г. се запознава с картините на Пол Сезан.
През 1905 г. Дерен за първи път прави впечатление на публиката, когато заедно с Матис излагат новаторски картини на Есенния салон в Париж. След тази изложба критикът Луи Воксел ги нарича Les Fauves (Дивите зверове), откъдето идва името на течението фовизъм. През март 1906 г. известният търговец на картини Амброаз Волар изпраща Дерен в Лондон да нарисува серия от картини за града. В 30 платна той прави портрет на Лондон напълно различен от всичко правено дотогава, включително картините на Уислър и Моне. И до днес тези лондонски картини са сред най-популярните му произведения.
През 1907 г. Дерен експериментира с каменни скулптори и се премества в парижкия квартал на изкуствата Монмартър, за да бъде близо до приятеля си Пикасо и други известни художници. В неговите творби все по-силно се усеща влиянието на Сезан и примитивното африканско изкуство. Дерен илюстрира първите стихосбирки на Гийом Аполинер (1909) и Макс Жакоб (1912), а по-късно (1916) и първата книга на Андре Бретон.
През 1914 г. Дерен взема участие в Първата световна война. Още по това време той вече е познат на голяма част от публиката и получил признание на сцената на изкуството. Дерен създава декорите за балета на Сергей Дягилев „La Boutique fantastique“, след чийто успех рисува многобройни декори за театъра. Неговото влияние и известност се покачват още повече когато през 1928 г. получава в Питсбърг САЩ наградата Карнеги. Негови творби вече се излагат извън Франция: в Лондон, Берлин, Франкфурт, Дюселдорф, Ню Йорк и Синсинати.

## Илюстрирани от него книги
- 1909: Guillaume Apollinaire, L'Enchanteur pourrissant
- 1912: Max Jacob, recueil de poèmes
- 1916: André Breton, Mont de Piété
- 1934: Pétrone, Satyricon
- 1943: Rabelais, Pantagruel, Éditions Skira, Genève